# Psammagrostis wiseana
Psammagrostis wiseana är en gräsart som beskrevs av Charles Austin Gardner och Charles Edward Hubbard. Psammagrostis wiseana ingår i släktet Psammagrostis och familjen gräs. Inga underarter finns listade i Catalogue of Life.